# واتارای، میئه
واتارای، میئه (به لاتین: Watarai, Mie) یک منطقهٔ مسکونی در ژاپن است که در Watarai District واقع شده‌است. واتارای ۱۳۴٫۹۷ کیلومترمربع مساحت و ۸٬۵۳۴ نفر جمعیت دارد.